# Lemme de Thue
En arithmétique modulaire, le lemme de Thue établit que tout entier modulo m peut être représenté par une « fraction modulaire » dont le numérateur et le dénominateur sont, en valeur absolue, majorés par la racine carrée de m. La première démonstration, attribuée à Axel Thue, utilise le principe des tiroirs. Appliqué à un entier m modulo lequel –1 est un carré (en particulier à un nombre premier m congru à 1 modulo 4) et à un entier a tel que a2 + 1 ≡ 0 mod m, ce lemme fournit une expression de m comme somme de deux carrés premiers entre eux.

## Énoncé
Soient m > 1 et a deux entiers.

Pour tous réels X et Y tels que{\displaystyle 0<Y\leq m<XY},il existe des entiers x et y tels que{\displaystyle ax\equiv y{\pmod {m}},\quad 1\leq x<X\quad {\text{et}}\quad |y|<Y.}
Shoup démontre cet énoncé dans le cas particulier où X et Y sont entiers, puis l'applique à X = Y = 1 + ⌊√m⌋, pour m non carré.
LeVeque préfère appliquer la variante suivante à X = √m : pour tout réel X tel que {\displaystyle 1<X<m}, il existe des entiers x et y tels que {\displaystyle ax\equiv y{\pmod {m}},\quad 1\leq x<X\quad {\text{et}}\quad |y|\leq m/X}. Cette variante se déduit de l'énoncé ci-dessus, appliqué à un réel {\displaystyle Y>m/X} suffisamment proche de {\displaystyle m/X}.
Remarque
En général, la solution (x, y) dont ce lemme garantit l'existence n'est pas unique et le rationnel x⁄y lui-même ne l'est pas : par exemple, si m = a2 + 1 et X = Y = a + 1 ≥ 2, on a deux solutions (x, y) = (1, a), (a, –1).
Sous d'autres hypothèses — incompatibles cependant avec celles du lemme de Thue — l'éventuelle solution est unique.

## Théorème de Brauer et Reynolds
Le lemme de Thue se généralise en remplaçant les deux inconnues {\displaystyle x,y} par s inconnues {\displaystyle x_{1},\dots ,x_{s}} et la congruence linéaire {\displaystyle ax\equiv y{\pmod {m}}} par le système homogène de r congruences associé à une matrice {\displaystyle A=(a_{i,j})} à coefficients entiers à r lignes et s colonnes :

Si {\displaystyle r<s} alors, pour tous réels positifs {\displaystyle \lambda _{1},\dots ,\lambda _{s}} tels que
{\displaystyle \lambda _{1}\dots \lambda _{s}>m^{r}},
il existe des entiers {\displaystyle x_{1},\dots ,x_{s}} tels que
{\displaystyle \sum _{j=1}^{s}a_{i,j}x_{j}\equiv 0{\pmod {m}}\quad (i=1,\dots ,r),\quad |x_{j}|<\lambda _{j}\quad (j=1,\dots ,s)\quad {\text{et}}\quad (x_{1},\dots ,x_{s})\neq (0,\dots ,0)}.

## Application aux sommes de deux carrés
Le lemme de Thue permet par exemple de démontrer la proposition suivante, utile dans le théorème des deux carrés :

Si {\displaystyle -1\equiv a^{2}{\pmod {m}}} alors il existe des entiers {\displaystyle u,v>0} premiers entre eux tels que {\displaystyle au\equiv v{\pmod {m}}} et {\displaystyle m=u^{2}+v^{2}}.
Réciproquement, si {\displaystyle m=u^{2}+v^{2}} avec {\displaystyle u} et {\displaystyle v} premiers entre eux (donc premiers avec m) alors –1 est le carré modulo m de l'entier {\displaystyle a} défini modulo m par {\displaystyle au\equiv v{\pmod {m}}}.